# A Zack és Cody a fedélzeten epizódjainak listája
A Zack és Cody a fedélzeten című sorozat epizódjainak listája.

## Évados áttekintés
| Évad | Évad | Epizódok | Eredeti sugárzás     | Eredeti sugárzás | Magyar sugárzás    | Magyar sugárzás    |
| Évad | Évad | Epizódok | Évadpremier          | Évadfinálé       | Évadpremier        | Évadfinálé         |
| ---- | ---- | -------- | -------------------- | ---------------- | ------------------ | ------------------ |
|      | 1    | 21       | 2008. szeptember 26. | 2009. július 17. | 2010. október 4.   | 2011. október 22.  |
|      | 2    | 28       | 2009. augusztus 7.   | 2010. június 18. | 2011. november 19. | 2012. december 2.  |
|      | 3    | 22       | 2010. július 2.      | 2011. május 6.   | 2012. december 29. | 2013. december 15. |

## 1. évad: 2008–2009
| #   | Hivatalos epizódcím        | Magyar cím                 | Rendezte         | Írta                                | Eredeti premier      | Hivatalos magyar premier |
| --- | -------------------------- | -------------------------- | ---------------- | ----------------------------------- | -------------------- | ------------------------ |
| 1.  | "The Suite Life Sets Sail" | A lakosztály tengerre szál | Jim Drake        | Danny Kallis&Pamela Eells O'Connell | 2008. szeptember 26. | 2010. október 4.         |
| 2.  | "Parrot Island"            | Papagáj-sziget             | Rich Correll     | Danny Kallis                        | 2008. szeptember 27. | 2010. október 10.        |
| 3.  | "Broke 'N' Yo-Yo"          | Pénz és Jojó               | Jim Drake        | Jeny Quine&Adam Lapidus             | 2008. október 3.     | 2010. október 6.         |
| 4.  | "Kidney of the Sea"        | A tenger veséje            | E. Gittelsohn    | Tim Pollock                         | 2008. október 10.    | 2010. október 7.         |
| 5.  | "Show & Tell"              | Most mutasd meg            | S. Jensen        | Howard Nemetz&Dan Signer            | 2008. október 17.    | 2010. október 5.         |
| 6.  | "International Dateline"   | Nemzetközi dátumvonal      | E. Gittelsohn    | Jeny Quine                          | 2008. október 24.    | 2010. október 10.        |
| 7.  | "It's All Greek to Me"     | Ez nekem görögül van       | S. Jensen        | Jim Geoghan                         | 2008. november 7.    | 2010. december 18.       |
| 8.  | "Sea Monster Mash"         | Tengeri szörnyűség         | Rich Correll     | Adam Lapidus                        | 2008. november 14.   | 2010. december 4.        |
| 9.  | "Flowers and Chocolate"    | Virág és csokoládé         | Rich Correll     | Danny Kallis&Jim Geoghan            | 2008. november 21.   | 2010. december 25.       |
| 10. | "Boo you"                  | Átvertelek                 | Phill Lewis      | Jeff Hodsden                        | 2008. december 5.    | 2011. február 5.         |
| 11. | "Sea Harmony"              | Tengeri harmónia           | Lex Passaris     | Billy Riback                        | 2008. december 12.   | 2011. február 12.        |
| 12. | "The Mommy and the Swami"  | A mami és a Swami          | Lex Passaris     | Dan Signer&Jeny Quine               | 2009. január 9.      | 2011. február 26.        |
| 13. | "Maddie on Deck"           | Maddie a fedélzeten        | Rich Correll     | Jeff Hodsden&Tim Pollock            | 2009. január 16.     | 2011. április 2.         |
| 14. | "When in Rome..."          | Minden út Rómába vezet     | Rich Correll     | Jeff Hodsden&Tim Pollock            | 2009. január 23.     | 2011. április 2.         |
| 15. | "Shipnotized"              | Hipnotizálva               | Shelley Jensen   | Jim Geoghan                         | 2009. január 30.     | 2011. április 16.        |
| 16. | "Mom and Dad on Deck"      | Anya és apa a fedélzeten   | Ellen Gittelsohn | Danny Kallis&Jim Geoghan            | 2009. február 20.    | 2011. április 23.        |
| 17. | "The Wrong Stuff"          | Speciális ruhaanyag        | Ellen Gittelsohn | Jeny Quine&Adam Lapidus             | 2009. március 27.    | 2011. június 4.          |
| 18. | "Splash & Trash"           | Loccs és Placcs            | Rich Correll     | Pamela Eells O'Connell&Dan Signer   | 2009. április 17.    | 2011. június 11.         |
| 19. | "Mulch Ado About Nothing"  | Mulcsfesztivál             | Danny Kallis     | Pamela Eells O'Connell              | 2009. május 1.       | 2011. július 9.          |
| 20. | "Cruisin' for a Bruisin'"  | Utazás a zúzodásért        | Lex Passaris     | Danny Kallis                        | 2009. június 5.      | 2011. július 2.          |
| 21. | "Double-Crossed"           | Dupla keresztezés          | Rich Correll     | Danny Kallis&Pamela Eells O'Connell | 2009. július 17.     | 2011. október 22.        |

## 2. évad: 2009-2010
| #   | Hivatalos epizódcím          | Magyar cím                 | Rendezte         | Írta                                | Eredeti premier      | Hivatalos magyar premier |
| --- | ---------------------------- | -------------------------- | ---------------- | ----------------------------------- | -------------------- | ------------------------ |
| 1.  | "The Spy Who Shoved Me"      | A kém aki ellökött engem   | Shelley Jensen   | Jim Geoghan                         | 2009. augusztus 7.   | 2011. november 19.       |
| 2.  | "Ala-ka-scram!"              | Bonyolult viszonyok        | Shelley Jensen   | Billy Riback                        | 2009. augusztus 14.  | 2011. november 19.       |
| 3.  | "In the Line of Duty"        | Szolgálatban               | Rich Correll     | Jeff Hodsden&Tim Pollock            | 2009. augusztus 21.  | 2011. december 10.       |
| 4.  | "Kitchen Casanova"           | Casanova a konyhában       | Rich Correll     | Jeny Quine&Dan Signer               | 2009. szeptember 4.  | 2011. november 26.       |
| 5.  | "Smarticle Particles"        | Zseneri részecskék         | Rich Correll     | Jeny Quine&Dan Signer               | 2009. szeptember 11. | 2011. december 17.       |
| 6.  | "Family Thais"               | Thaiföldi család           | Rich Correll     | Jeff Hodsden&Tim Pollock            | 2009. szeptember 18. | 2011. december 26.       |
| 7.  | "Goin' Bananas"              | A banánfóbia               | Phill Lewis      | Jeny Quine&Dan Signer               | 2009. szeptember 25. | 2011. december 26.       |
| 8.  | "Lost at Sea"                | Elveszve a tengeren        | Rich Correll     | Danny Kallis&Pamela Eells O'Connell | 2009. október 2.     | 2012. június 9./10.      |
| 9.  | "Roomies"                    | Szobatársak                | Danny Kallis     | Danny Kallis&Pamela Eells O'Connell | 2009. október 16.    | 2012. február 4.         |
| 10. | "Crossing Jordin"            | Jordin Sparks a fedélzeten | Mark Cendrowski  | Jeff Hodsden&Tim Pollock            | 2009. október 23.    | 2012. február 11.        |
| 11. | "Bermuda Triangle"           | Bermuda háromszög          | Phill Lewis      | Adam Lapidus&Jeny Quine             | 2009. november 13.   | 2012. március 10.        |
| 12. | "The Beauty and the Fleeced" | A szépség és a rettenet    | Lex Passaris     | Dan Signer                          | 2009. november 20.   | 2012. február 25.        |
| 13. | "The Swede Life"             | A svéd élet                | Ellen Gittelsohn | Jeff Hodsden&Tim Pollock            | 2009. december 4.    | 2012. április 1.         |
| 14. | "Mother of the Groom"        | A vőlegény anyja           | Rich Correll     | Danny Kallis                        | 2010. január 8.      | 2012. szeptember 4.      |
| 15. | "The Defiant Ones"           | Az engedetlenek            | Rich Correll     | Dan Signer                          | 2010. január 15.     | 2012. május 19.          |
| 16. | "Any Given Fantasy"          | Bármilyen fantázia         | Rich Correll     | Jeff Hodsden&Tim Pollock            | 2010. január 22.     | 2012. június 23.         |
| 17. | "Rollin' With the Holmies"   | London Londonban           | Mark Cendrowski  | Jim Geoghan&Dan Signer              | 2010. január 29.     | 2012. március 3.         |
| 18. | "Can You Dig It?"            | Aki ás az talál            | Phill Lewis      | Adam Lapidus&Jeny Quine             | 2010. február 12.    | 2012. július 1.          |
| 19. | "London's Apprentice"        | London a feltaláló         | Rich Correll     | Pamela Eells O'Connell              | 2010. február 26.    | 2012. július 14.         |
| 20. | "Once Upon a Suite Life"     | Hol volt hol nem...        | Bob Koherr       | Jeny Quine&Dan Signer               | 2010. március 5.     | 2012. augusztus 4.       |
| 21. | "Marriage 101"               | Házasságok                 | Rich Correll     | Jeny Quine                          | 2010. március 19.    | 2012. július 28.         |
| 22. | "Model Behavior"             | Modell viselkedés          | Bob Koherr       | Jeff Hodsden&Tim Pollock            | 2010. március 27.    | 2012. november 4.        |
| 23. | "Rock the Kasbah"            | Marokkói csodalámpa        | Rich Correll     | Adam Lapidus                        | 2010. április 16.    | 2012. augusztus 4.       |
| 24. | "I Brake for Whales"         | Bálnamentők                | Rich Correll     | Jeny Quine&Adam Lapidus             | 2010. április 23.    | 2012. május 26.          |
| 25. | "Seven Seas News"            | Héttenger híradó           | Bob Koherr       | Pamela Eells O'Connell              | 2010. május 7.       | 2012. augusztus 25.      |
| 26. | "Starship Tipton"            | Tipton űrcirkáló           | Kelly Sandefur   | Jeny Quine&Dan Signer               | 2010. május 14.      | 2012. szeptember 14.     |
| 27. | "Mean Chicks"                | Kegyetlen csibék           | Rich Correll     | Adam Lapidus                        | 2010. június 11.     | 2012. november 3.        |
| 28. | "Breakup in Paris"           | Szakítás Párizsban         | Rich Correll     | Pamela Eells O'Connell&Adam Lapidus | 2010. június 18.     | 2012. december 1./2.     |

## 3. évad: 2010-2011
| #   | Hivatalos epizódcím          | Magyar cím             | Rendezte         | Írta                      | Eredeti premier      | Hivatalos magyar premier |
| --- | ---------------------------- | ---------------------- | ---------------- | ------------------------- | -------------------- | ------------------------ |
| 1.  | "The Silent Treatment"       | Egy csendes kúra       | Phill Lewis      | Dan Signer                | 2010. július 2.      | 2013. január 26.         |
| 2.  | "Rat Tale"                   | Patkánymese            | Joel Zwick       | Jeff Hodsden&Tim Pollock  | 2010. július 9.      | 2013. január 19.         |
| 3.  | "So You Think You Can Date?" | Azt hiszed lesz kivel? | Joel Zwick       | Mark Amato&Sally Lapiduss | 2010. július 16.     | 2012. december 29.       |
| 4.  | "My Oh Maya"                 | Ó, Mayám               | Joel Zwick       | Jeff Hodsdenc&Tim Pollock | 2010. július 23.     | 2013. február 2.         |
| 5.  | "Das Boots"                  | Ó azok a cipők         | Carl Lauten      | Pamela Eells O'Connell    | 2010. július 30.     | 2013. január 12.         |
| 6.  | "Bon Voyage"                 | Bombajás               | Adam Weissman    | Adam Lapidus              | 2010. augusztus 20.  | 2012. december 29.       |
| 7.  | "Computer Date"              | Kompjúter randi        | Joel Zwick       | Jeny Quine                | 2010. augusztus 27.  | 2013. február 9.         |
| 8.  | "Party On!"                  | Buli van!              | Joel Zwick       | Jeff Hodsden&Tim Pollock  | 2010. szeptember 10. | 2013. március 9.         |
| 9.  | "Love and War"               | Szerelem és háború     | Eric Dean Seaton | Jeny Quine                | 2010. szeptember 24. | 2013. március 2.         |
| 10. | "Trouble in Tokyo"           | Bajban Tokióban        | Eric Dean Seaton | Jeny Quine&Dan Signer     | 2010. október 15.    | 2013. április 27.        |
| 11. | "The Ghost and Mr. Martin"   | Szellem és Mr. Martin  | Joel Zwick       | Adam Lapidus&Jeny Quine   | 2010. október 8.     | 2013. október 19.        |
| 12. | "Senior Ditch Day"           | Végzősök lógás napja   | Phill Lewis      | Mark Amato&Sally Lapiduss | 2010. október 22.    | 2013. április 28.        |
| 13. | "My Sister's Keeper"         | A húgom udvarlója      | Phill Lewis      | Jeny Quine                | 2010. november 5.    | 2013. október 12.        |
| 14. | "Frozen"                     | Fagyás                 | Phill Lewis      | Phill Lewis               | 2010. november 27.   | 2013. október 26.        |
| 15. | "A London Carol"             | Londonnal              | Shelley Jensen   | Jeff Hodsden&Tim Pollock  | 2010. december 3.    | 2013. október 12.        |
| 16. | "The Play's the Thing"       | A játék a dolog        | Joel Zwick       | Pamela Eells O'Connell    | 2011. január 7.      | 2013. november 9.        |
| 17. | "Twister: Part 1"            | Tornádó:1. rész        | Bob Koherr       | Adam Lapidus              | 2011. január 14.     | 2013. augusztus 3.       |
| 18. | "Twister: Part 2"            | Tornádó: 2. rész       | Bob Koherr       | Jeff Hodsden&Tim Pollock  | 2011. január 15.     | 2013. augusztus 3.       |
| 19. | "Twister: Part 3"            | Tornádó: 3. rész       | Bob Koherr       | Dan Signer                | 2011. január 16.     | 2013. augusztus 10.      |
| 20. | "Snakes on a Boat"           | Kígyók egy hajón       | Phill Lewis      | Adam Lapidus&Dan Signer   | 2011. március 4.     | 2013. november 23.       |
| 21. | "Prom Night"                 | Báli éjszaka           | Phill Lewis      | Adam Lapidus&Dan Signer   | 2011. március 11.    | 2013. december 14.       |
| 22. | "Graduation On Deck"         | Érettségi a fedélzeten | Phill Lewis      | Adam Lapidus&Dan Signer   | 2011. május 6.       | 2013. december 15.       |

## Film
| Eredeti cím          | Magyar cím                       | Rendezte      | Írta                         | Amerikai bemutató | Magyar bemutató  |
| -------------------- | -------------------------------- | ------------- | ---------------------------- | ----------------- | ---------------- |
| The Suite Life Movie | Zack és Cody egy ikerkísérletben | Sean McNamara | Michael Saltzman&Robert Horn | 2011. március 25. | 2013. június 30. |